# Pseudomonas cannabina
Pseudomonas cannabina ist, wie alle Pseudomonaden, ein polar begeißeltes, stäbchenförmiges, Gram-negatives Bakterium, das lange zum P. syringae-Komplex gezählt wurde, nach Genom-Analysen jedoch als eigenständige Spezies verstanden wird.
Es löst Blatt- und Stängelfäule beim Hanf (Cannabis sativa) aus. Neben dem Pathovar cannabina ist auch das Pathovar alisalensis bekannt, das eine Vielzahl verschiedener Wirte wie beispielsweise Tomaten befällt.